# Lithodoras dorsalis
Lithodoras dorsalis és una espècie de peix de la família dels doràdids i de l'ordre dels siluriformes.

## Morfologia
- Els mascles poden assolir 100 cm de longitud total i 15 kg de pes.[1]
- Té els ulls petits.[2][3]

## Alimentació
Menja fruits (quan s'inunden els boscos) i fulles de macròfits.

## Hàbitat
És un peix d'aigua dolça i de clima tropical.

## Distribució geogràfica
Es troba a Sud-amèrica: conca del riu Amazones.